# Marian Wójcik
Marian Wójcik (ur. 1908 w Jarosławiu, zm. 28 kwietnia 1945 pod Rothenburgiem) – polski szachista, kompozytor szachowy, czołowy szachista Lwowa w latach 20. XX wieku.

## Życiorys
Wójcik uczęszczał we Lwowie do gimnazjum i podjął następnie studia na tamtejszym Uniwersytecie, których jednak prawdopodobnie nie ukończył. Pracował później w szkolnictwie, początkowo na poziomie podstawowym, później średnim, prowadząc zajęcia z wychowania fizycznego.
Od dzieciństwa grał w szachy, wcześnie też zajął się kompozycją szachową. Jako kompozytor debiutował w kwietniu 1923 na łamach lwowskiego „Sportu”, ale o tyle niefortunnie, że pomylono go z innym młodym lwowskim problemistą Marianem Wróblem. W kolejnych latach zamieszczał swoje zadania również w „Miesięczniku Szachowym” (także ukazującym się we Lwowie), a ponadto uczestniczył w konkursach dla rozwiązujących zadania szachowe w prasie lwowskiej, w jednym z nich w 1923 wyprzedzając tak znanych szachistów, jak Henryk Friedman czy Saturnin Limbach.
Jako członek Hetmana Lwów od 1925 pełnił funkcję gospodarza lokalu klubowego, a od 1924 występował w potyczkach towarzyskich ze Lwowskim Klubem Szachistów. Po podjęciu studiów na Uniwersytecie Lwowskim uczestniczył też w meczach między reprezentacjami jego uczelni i Politechniki Lwowskiej. W 1925 zanotował remis w meczu złożonym z dziesięciu partii z mistrzem Politechniki, Kamilem Wendekerem.
W latach 20. młody szachista kilkakrotnie wziął udział w mistrzostwach Lwowa. Rywalizując z takimi graczami, jak Oskar Piotrowski, Ignacy Popiel czy Kalikst Morawski, w 1925 uplasował się na dzielonym V-VI miejscu, a rok później na miejscu IV. W 1926 wspólnie z Marianem Wróblem zdobył mistrzostwo Uniwersytetu Lwowskiego (obaj rywale zdobyli po tyle samo punktów, a bezpośrednia potyczka nie wyłoniła zwycięzcy). Uczestniczył też w turniejach o mistrzostwo Hetmana Lwów.
U schyłku lat 20. zrezygnował z udziału w turniejach, koncentrując się na pracy zawodowej z jednej strony, i na kompozycji szachowej z drugiej. Miał w dorobku około 60 zadań - dwuchodówek, trzychodówek, wielochodówek. Wiele z jego zadań zdobywało wyróżnienia. Należał do Lwowskiej Grupy Problemistów, a w 1927 po utworzeniu we Lwowie Polskiego Związku Zadaniowego wszedł w skład jego zarządu (jako wiceprezes). Zadania publikował w „Kurierze Polskim” i „Słowie Polskim”. Czeski kompozytor Emil Palkoska określił go mianem „nowej gwiazdy polskiej kompozycji”. 
W chwili wybuchu II wojny światowej pracował w szkole w Radziechowie. Tam też spędził część okresu wojennego, potem przebywał we Lwowie, zajętym przez wojska radzieckie. Nadal udzielał się jako szachowy kompozytor. Na przełomie 1944 i 1945, wspólnie z Saturninem Limbachem, wstąpił do 2. Armii Wojska Polskiego. Jako kapral poległ pod Rothenburgiem w ostatnich dniach wojny, pochowany został na cmentarzu wojskowym w Zgorzelcu.